# Dovydas
Dovydas ist ein litauischer männlicher Vorname, abgeleitet von David.

## Ableitungen
- Dovydaitis
- Dovydėnas

## Personen
- Dovydas Kaminskas (* 1989), Politiker
- Dovydas Kulevičius (* 1982),  Eishockeyspieler
- Dovydas Redikas (* 1992),  Basketballspieler